# King's Field (videojuego)
King's Field (キングスフィールド Kingusu Fīrudo?) es un videojuego de rol (RPG) en primera persona desarrollado y publicado por FromSoftware para PlayStation en diciembre de 1994. Es el primer título de la serie King's Field, y en él los jugadores deben recorrer un vasto laberinto subterráneo para descubrir el origen de una invasión de monstruos. El ataque y el uso de hechizos están ligados a un medidor de resistencia, que se agota con cada acción y debe rellenarse antes de que el jugador pueda volver a actuar.
El juego, la primera producción de videojuegos de FromSoftware, se planeó inicialmente como un título para computadoras personales antes de pasar a la Playstation, que en su opinión tenía mejores especificaciones. Fue desarrollado en alrededor de seis meses por un pequeño equipo interno. Tras su lanzamiento, el juego fue un éxito comercial, aunque recibió críticas mixtas de los críticos. King's Field es uno de los primeros juegos de rol de consola en 3D conocidos, anterior a títulos más famosos como Final Fantasy VII. El juego no solo generó múltiples secuelas, sino que también inspiraría futuros títulos de FromSoftware, incluidos Shadow Tower y la serie Souls.

## Jugabilidad
King's Field es un videojuego de rol (RPG) jugado desde una perspectiva en primera persona. Los jugadores navegan por los cinco entornos de la mazmorra, que se representan utilizando gráficos 3D en tiempo real. Durante la exploración, el jugador encuentra llaves y elementos que pueden abrir puertas y activar portales para permitir viajar a diferentes niveles de la mazmorra. También se pueden descubrir mapas para ayudar con la navegación. Los enemigos se encuentran en el entorno de la mazmorra, y las batallas tienen lugar en tiempo real. Los jugadores pueden usar un ataque cuerpo a cuerpo con su arma equipada y un ataque mágico. Tanto los ataques cuerpo a cuerpo como los mágicos agotan los medidores de resistencia dedicados, sin más acciones posibles hasta que el medidor se haya llenado de nuevo. Se pueden comprar diferentes armas y otros elementos como escudos y armaduras de personajes no jugables (NPC) o encontrarlos en cofres durante la exploración de mazmorras.

## Trama
El juego tiene lugar en la tierra medieval de Verdite, que una vez estuvo aterrorizada por poderes malignos. En la antigüedad, el mal fue derrotado por un héroe más tarde apodado el Dragón. Después de su victoria, el Dragón desapareció y se hizo conocido como una leyenda, con una catedral construida en su honor en los bosques donde tuvieron lugar sus hazañas. Durante los eventos del juego, la tierra ha sido presa de las fuerzas del mal una vez más, y la única esperanza de los lugareños es una profecía de que el Dragón regresará. El protagonista de King's Field, el heredero real John Alfred Forester, llega al monasterio infestado en busca de su padre, quien condujo a un escuadrón de soldados a las catacumbas debajo del cementerio del monasterio. Abriéndose camino a través de las catacumbas, Forester se encuentra con la elfa Miria, quien advierte que el rey de Verdite, Reinhardt III, ha ganado un poder oscuro. Al descender más profundamente en las catacumbas, Forester se entera de que Reinhardt II envenenó a su hermano, Reandalf VIII, que ha sido resucitado por el poder oscuro, y que su propio padre murió derrotando al guardián del caballero negro de Reinhardt III. Recuperando la Espada Dragón hereditaria de su padre y matando al mago oscuro que crea los monstruos, vuelve a encontrarse con Miria y su maestro, el dios dragón Guyra, quienes le otorgan el poder de matar a Reinhardt III y sellar la "puerta de la oscuridad", un portal abierto por el línea maldita de Reinhardt para que pudieran gobernar el mundo. Forester se enfrenta y mata a Reinhardt III transformado por demonios. Aclamado como un héroe, Forester se convierte en el nuevo rey.

## Desarrollo
King's Field fue el primer título de videojuego desarrollado por FromSoftware; la compañía fue fundada en la década de 1980 para trabajar en software de productividad, y decidió expandirse al desarrollo de videojuegos durante la década de 1990 en Japón después de ver el puerto de Wizardry para Apple II. FromSoftware intentó inicialmente un juego de acción para computadoras personales (PC), con gráficos 3D CGI y robots que navegaban por un laberinto subterráneo, pero detuvo el desarrollo porque ninguna PC en ese momento podía manejar el proyecto. Tras el anuncio público de Sony sobre la consola doméstica PlayStation, FromSoftware lanzó con éxito el proyecto después de rediseñarlo para centrarse en la exploración en primera persona. Más tarde, el juego fue llamado una creación del CEO de la compañía, Naotoshi Zin, quien luego fue considerado una figura creativa clave en la serie.
El desarrollo del juego duró menos de seis meses, con un equipo de alrededor de diez personas trabajando en el juego. Los entornos de mazmorras en 3D se construyeron utilizando una herramienta de desarrollo más tarde denominada "Sword of Moonlight" cuando FromSoftware lanzó una versión para PC en 2000. King's Field fue publicado por FromSoftware el 16 de diciembre de 1994; esto fue trece días después del lanzamiento japonés de la consola PlayStation. Posteriormente se volvió a publicar como parte de la línea presupuestaria de PS One Books el 15 de noviembre de 2001. El juego nunca se ha lanzado fuera de Japón, aunque en 2006 se publicó una traducción de un fan que traducía el juego al inglés.

## Recepción
Debido a su dificultad y estructura poco convencional, la reacción inicial tanto de los jugadores como de la prensa fue polarizante. Esta reacción temprana afectó negativamente las ventas, pero a través del boca a boca y los anuncios en revistas, las ventas del juego aumentaron, lo que resultó en un éxito comercial.
En el lanzamiento, Famicom Tsūshin comparó positivamente el juego con los títulos de PC de la época y disfrutó del combate en tiempo real y la sensación de miedo que generó. Un crítico fue bastante negativo sobre la calidad de sus gráficos 3D. En una revisión de importación, Next Generation elogió los elementos de RPG del juego, pero encontró que su combate era lento y poco gratificante. El crítico comentó que el juego "dejaría al jugador frustrado en un nivel u otro".

## Legado
El eventual éxito del primer King's Field (vendiendo el doble de lo que predijo From Soft) impulsó el desarrollo de secuelas, estableciendo la serie King's Field. El diseño de King's Field influiría en títulos posteriores de FromSoftware, incluido Shadow Tower, que usaba mecánicas similares a King's Field; y Demon's Souls, descrito por su personal como un sucesor espiritual de King's Field, e inspiró múltiples títulos de seguimiento que forman parte de la serie Souls e impulsaron a FromSoftware a la fama internacional.